# Zielonka (powiat szczycieński)
Zielonka (niem. Zielonken, 1912–1938 Seelonken, 1938–1945 Ulrichssee) – wieś w Polsce położona w województwie warmińsko-mazurskim, w powiecie szczycieńskim, w gminie Szczytno. W latach 1975–1998 miejscowość należała administracyjnie do województwa olsztyńskiego.
Niewielka wieś leżąca pomiędzy jeziorami Lemany i Zielonka, na zachód od DK58. Dojazd: Szczytno – Lemany, następnie po przejechaniu ok. 5 km zgodnie z drogowskazem drogą utwardzoną w lewo. Na skraju wsi dawna jednoklasowa szkoła z początków XX w. (obecnie mieszkanie prywatne).

## Historia
Wieś założona pod koniec XIV w., na początku XV w. wymieniana jako wieś ziemiańska, później jako wieś czynszowa. W 1830 miała miejsce separacja gruntów, w latach 1900-1910 parcelacja dwóch majątków ziemskich. Wtedy powstała zabudowa kolonijna. W 1938 r. w ramach akcji germanizacyjnej zmieniono urzędową nazwę miejscowości na Ulrichsee.